# 弔い選挙
弔い選挙（とむらいせんきょ）は、選挙用語のひとつ。政治家が亡くなったことを受けて、物故者と関係の深い者が立候補をする選挙。

## 概要
物故者と関係の深い者としては親族や秘書などがいるが、親族が世襲候補として立候補をした場合や、それまで政治家になったことがなく死亡後に初めて立候補をする場合、現職中に死亡した場合などはより注目されやすくなる。
弔い選挙では、物故者の遺志を受け継ぐ旨の演説をした場合に有権者の心を捕らえやすく、当選しやすくなると思われている。一方で、後継者指名前に政治家が死去して、地盤（後援会）の継承で話し合いが付かなかった場合は分裂選挙が起こりやすくなる。
政党の党首又は党首に準ずる重鎮が死亡することで、政党全体が弔い選挙状態になることがある。例としては、以下がある。
- 1960年の衆院選で衆院解散による総選挙が確実視されて事実上の選挙戦が行われていた中で浅沼稲次郎委員長が刺殺された日本社会党。
- 1980年の衆院選と参院選の同時選挙で選挙期間中に大平正芳総裁が病死した自由民主党。
- 2022年の参院選で選挙期間中に安倍晋三元総裁が射殺された自由民主党。

## 現職国会議員死亡で親族が次回国政選挙に立候補をして落選した例
- 小泉純一郎（1969年8月、父小泉純也死去→1969年12月衆院選落選。但し、次の総選挙では初当選を果たしている）
- 川崎二郎（1978年2月、父川崎秀二死去→1979年9月衆院選落選。但し、次の総選挙では初当選を果たしている）
- 白石寛樹（2017年3月、父白石徹死去→同年10月衆院選落選）
- 北川晋平（2018年12月、叔父北川知克死去→2019年4月衆院補選落選）